# Theodor Freund
Theodor Freund (* 19. Dezember 1830 in Schönebeck (Elbe); † 1916) war ein preußischer Bergwerksdirektor und als Oberberghauptmann Leiter der Bergwerksverwaltung.

## Leben
Theodor Freund begann 1849 als Bergmann im Steinkohlebergwerk Löbejün und war 1858 Bergreferendar in der Salzmagazinverwaltung Teuditz, die zur Berg-Inspektion Erfurt gehörte. 1863 wurde er Bergassessor im Revier Eisleben und war von 1864 bis 1865 in gleicher Funktion beim Oberbergamt Halle beschäftigt.
Mit Jahresbeginn 1866 wurde ihm die Leitung des Handelsbüros der Königlichen Bergwerksdirektion Saarbrücken übertragen, die er bis zur Übernahme des Amtes als Bergwerksdirektor der Grube Gerhard innehatte. In seine Amtszeit fällt der Ausbau und Modernisierung des Josephsschacht und des Viktoriaschachtes. Zum 1. April 1873 wurde er aus dem Saarrevier abberufen und mit der Leitung der Saline Schönebeck in Sachsen-Anhalt beauftragt. In dieser Funktion wurde er zum Vortragenden Rat für das Berg-, Hütten-, und Salinenwesen beim Ministerium für Handel und Gewerbe berufen.
1891 wurde ihm die Leitung des Oberbergamtes Breslau übertragen und bereits nach einem Jahr Tätigkeit abberufen und als Oberberghauptmann zum Ministerialdirektor der Abteilung für das Berg-, Hütten-, und Salinenwesen im Ministerium für Handel und Gewerbe  ernannt. Er stand damit an der Spitze der preußischen Bergverwaltung.
Er war Mitglied des Vereins zur Förderung des Gewerbe-Fleißes. Zum 1. November 1900 trat Freund in den Ruhestand, sein Nachfolger im Amt wurde Gustav von Velsen (1847–1923). Anschließend war er von 1901 bis 1910 ehrenamtlich als Stadtverordneter in Charlottenburg tätig.

### Sonstiges
Im Bergwerk Ibbenbüren wurde der Theodor-Schacht nach ihm benannt.

### Auszeichnungen
- 1878 Geheimer Bergrat
- 1900 Wirklicher Geheimer Bergrat mit dem Prädikat Exzellenz[7]